# Bertold Bretholz
Bertold Bretholz (ur. jako Salamon Berthold Bretholz 9 sierpnia 1862 w Příborze, zm. 27 listopada 1936 w Brnie) – niemiecko-czeski historyk  i archiwista morawski, pochodzenia żydowskiego. W początkach XX wieku rozwinął tzw. pragermańską teorię osadnictwa Czech i Moraw, która odbiła się nieporównalnie do poprzedniej bardzo szerokim echem w czeskiej historiografii.

## Biografia
Pochodził z niemieckojęzycznej rodziny żydowskiej skupującej produkty wełniane w Příborze w północnych Morawach. Jeszcze w młodości porzucił judaizm. Uczęszczał do niemieckiego gimnazjum w śląskim Bielsku, po czym studiował historię i filozofię prawa na Uniwersytecie Wiedeńskim, następnie w Instytucie Historii Austriackiej (IÖG). Oprócz języka niemieckiego opanował czeski, francuski, włoski, angielski, łaciński i grecki. Od 1892 był oficjalnym historiografem morawskim (Landeshistoriker) i zamieszkał w Brnie. W latach 1900 do 1926 (do przejścia na emeryturę) kierował Morawskim Archiwum Krajowym. Zajmował się przede wszystkim historią Moraw, w tym historią Brna oraz dziejami morawskich Żydów. W książce Geschichte Böhmens und Mährens bis zum Aussterben der Přemysliden 1306 z 1912 roku, napisanej na prośbę podupadającego Towarzystwa Historii Niemców w Czechach, rozwinął teorię o nieprzerwanej obecności ludności germańskiej na ziemiach czeskich od czasów przed tzw. wielką wędrówką ludów, a rolę i udział Niemców w życiu państwowym Czech określił jako dużo większy niż dotychczas sądzono. Była to odpowiedź na wcześniejszy, panujący obraz historii czeskiej sformułowany jeszcze przez Františka Palackýego, który takiej teorii zaprzeczał. Wywołało to sporą polemikę wśród historyków zarówno czeskich jak i niemieckich, nad którą Bretholz bardzo ubolewał. Jego zdaniem nabrała, szczególnie po 1922, bardzo stronnicze i niemerytoryczne kształty. Od 1911 spotykał się głównie z ostracyzmem nawet w środowisku historyków sudeckoniemieckich. Czuł się ofiarą nagonki, ale poglądów swych nie zmienił, choć przestał się wypowiadać na ten temat. Bardzo zawiodło go dojście Hitlera do władzy w Niemczech. Zmarł w 1936, prawdopodobnie po popełnieniu samobójstwa.